# Aboisso-Comoé
Aboisso-Comoé este o comună din departamentul Alépé, regiunea Lagunes, Coasta de Fildeș.